# Bjarne Berntsen
Bjarne Berntsen, född 21 december 1956, är en norsk fotbollstränare och tidigare fotbollsspelare. Han är sedan 2018 tränare i Viking.
Berntsen var mellan 2005 och 2009 förbundskapten för Norges damlandslag i fotboll.